# Йоргос Фойрос
Йоргос Фойрос (грец. Γιώργος Φοιρός, нар. 8 листопада 1953, Салоніки) — грецький футболіст, що грав на позиції захисника. По завершенні ігрової кар'єри — тренер.
Виступав за «Аріс» та «Іракліс», а також національну збірну Греції.

## Клубна кар'єра
У дорослому футболі дебютував 1971 року виступами за команду «Аріс» з рідного міста Салоніки, в якій провів дванадцять сезонів, взявши участь у 302 матчах чемпіонату. Більшість часу, проведеного у складі «Аріса», був основним гравцем команди.
Завершив ігрову кар'єру у команді «Іракліс», за яку виступав протягом 1983—1986 років і в останньому сезоні виграв Балканський кубок.

## Виступи за збірну
13 жовтня 1974 року дебютував в офіційних матчах у складі національної збірної Греції в грі відбору на Євро-1976 проти Болгарії (3:3)
У складі збірної був учасником чемпіонату Європи 1980 року в Італії, де греки посіли останнє місце у своїй групі, а сам він провів два матчі, в яких вони поступилися Нідерландам (0:1) та Чехословаччині (1:3).
Загалом протягом кар'єри в національній команді, яка тривала 9 років, провів у її формі 52 матчі.

## Кар'єра тренера
Розпочав тренерську кар'єру, повернувшись до футболу після невеликої перерви, 1990 року, очоливши тренерський штаб клубу «Кавала», після чого тренував «Левадіакос».
1992 року став головним тренером команди «Аріс» і тренував рідний клуб з Салонік чотири роки і кваліфікувався у Кубок УЄФА 1994/95.
Згодом протягом 1996—1997 років очолював тренерський штаб клубу «Лариса», після чого повернувся в «Аріс», коли команда опинилася в другому дивізіоні і зумів повернути його до еліти.
Надалі працював у клубах «ПАС Яніна», «Шкода Ксанті» та «Аполлон» (Каламарія), а 2002 року втретє очолив рідний «Аріс» і у 2003 році вивів його до фіналу Кубка Греці.
2003 року був запрошений керівництвом клубу ОФІ очолити його команду, з якою пропрацював до 2004 року, після чого недовго очолював «Керкіру» та «Фрасивулос».
Протягом одного року, починаючи з 2006, був головним тренером команди «Нікі» (Волос).
В подальшому також очолював команди «Агротікос Астерас», «Діагорас», «Левадіакос», «Іраліс» (Псахна), «Пієрікос» та «Айгініакос», а останнім місцем тренерської роботи був клуб «Агротікос Астерас», головним тренером команди якого Йоргос Фойрос недовго був протягом 2017 року.